# 유럽 의료기기 지침
유럽 의료기기 지침(Medical Device Directive, MDD)은 1993년 6월 14일 만들어진 의료 기기에 관한 위원회 지침 93/42/EEC, OJ No L 169/1 of 1993-07-12)는 유럽 연합 내의 의료 장비와 관련된 법률을 조화시키기 위한 것이다. 의료기기 지침서는 '새로운 접근법'지침이며 따라서 제조업체가 합법적으로 유럽 시장에 의료기기를 설치하려면 의료기기 지침의 요구 사항을 충족시켜야한다. '조화 된 표준'을 충족하는 제조업체의 제품은 지침에 대한 적합성을 가정한다. 의료기기 지침을 준수하는 제품에는 CE 마크가 적용되어야한다.
MDD가 나오고 난뒤 25년뒤에 새로운 유럽 의료기기법인 유럽 의료기기 규칙(MDR = EU regulation 2017/745)이 나왔다. 이 법은 2021년 5월 26일부터 강제적용된다.

## 유럽 의료기기 지침 (MDD; Medical Device Directive)
유럽 의료기기 CE 마크가 의미하는 것은 의료기기가 관련 규격(MDD 93/42/EEC)의 요구사항을 충족하고 있다는 것을 의미하며 유럽경제지역(EEA : European Economic Area)에 의료기기를 판매할 수 있다는 것을 의미한다. 유럽 소비자의 건강, 안전, 환경과 관련한 제품에는 의무적으로 CE마크를 부착하여야 하고, CE 마크가 붙어있는 제품은 EU 및 EFTA(유럽자유무역연합) 국가 지역 내에서 추가적인 검사나 시험 없이 자유로이 유통될 수 있으며, 제조자, 수입자, 제3자(인증기관) 중 하나가 적합성 평가 수행을 하여야 한다.
유럽은 1993년부터 1998년까지 의료기기와 관련한 일련의 지침(directive)을 제정하였다. 하지만, 지침이라는 규범의 형식 때문에 유럽지침은 회원국에 직접 적용되지 않게 되며, 각 회원국의 입법기관이 유럽 지침을 자국에서 적용하기 위한 이행입법을 제정하게 되면 각 회원국의 국내법에 따라 집행이 이루어진다. 이러한 상황 때문에 개별 국내법 상의 차이가 존재하였다.
EU는 의료기기를 일반의료기기(MD), 체외진단용의료기기(IVD), 능동이식형의료기기(AIMD)로 구분하여, 유럽인증은 CE/MDD, CE/IVD, CE/AIMDD, CE/CPD가 있다. (2021년 5월까지 유효)
이는 대한민국의 의료기기법과 같은 것이다.

### 의료기기 지침(MDD) 목차
| 조 (규정)                                                                            | 부속서                                                        |
| ------------------------------------------------------------------------------------ | ------------------------------------------------------------- |
| 1조 정의와 범위                                                                      | 부속서 I - 필수 요구사항 (1~13)                               |
| 2조 시장출하 및 서비스에의 투입                                                      | 부속서 II - EC 적합성 선언 (전체 품질 보증 시스템) (1~8)      |
| 3조 필수 요구사항                                                                    | 부속서 III - EC 형식 시험 (1~7)                               |
| 4조 자유로운 이동, 특수 목적 기기                                                    | 부속서 IV - EC 검증 (1~8)                                     |
| 5조 규격 참조                                                                        | 부속서 V - EC 적합성 선언 (생산 품질 보증) (1~7)              |
| 6조 규격 및 기술 규정에 관한 위원회                                                  | 부속서 VI - EC 적합성 선언 (제품 품질 보증) (1~6)             |
| 7조 위원회                                                                           | 부속서 VII - EC 적합성 선언 (1~6)                             |
| 8조 보호 조항'굵은 글씨'                                                             | 부속서 VIII - 특수 목적 기기에 관련된 성명 (1~5)              |
| 13조 분류에 관한 결정과 수정 조항                                                    | 부속서 IX - 분류 기준 (용어기준/실행규칙/등급분류)            |
| 14조 기기의 시장 출하 책임자 등록 14a조 유럽 데이터 뱅크 / 14b조 보건 감시 특별 조치 | 부속서 X - 임상평가 (1~2)                                     |
| 15조 임상시험                                                                        | 부속서 XI - 인증기관의 선정을 위해 만족되어야 하는 기준 (1~7) |
| 16조 인증기관                                                                        | 부속서 XII - 적합성의 CE marking                              |
| 17조 CE 마킹                                                                         |                                                               |
| 18조 잘못 부착된 CE 마킹                                                             |                                                               |
| 19조 거부 또는 제한과 관련된 결정                                                    |                                                               |
| 20조 비밀 유지 20a조 협력                                                            |                                                               |
| 21조 다른 지침들의 수정과 폐지                                                       |                                                               |
| 22조 시행 및 유예 조항                                                               |                                                               |
| 23조 공표                                                                            |                                                               |

## 유럽 의료기기 규정 (MDR; Medical Device Regulation)
2010년 이전까지 25년간 EU의 통일된 의료기기 지침 (MDD)이 제정되지 않았다. 이에 따라 개별 회원국의 법령이 적용되었는데, PIP 스캔들 이후 2012년 유럽진행위원회는 의료기기 산업계에 대한 대대적인 규제 정비를 시작하였다. 하지만, PIP 스캔들 발생[세계 3위의 인공 유방 보형물 생산업체인 프랑스의 ‘폴리 임플란트 프로스시스(PIP)’사가 비용 절약을 위해 공업용 실리콘을 사용하다가 문제된 사건임. 이 보형물질을 사용함으로 인해 이식 받은 수십만 명이 검사받는 사태가 발생하였음.]함으로 유럽 내 의료기기 인증기관(Notified Body)의 품질과 역량을 개선하고 유럽 의료기기 대상 “CE 표시 제도”의 실행 및 제도를 개편하며 의료기기의 안전성을 강화해야 할 필요성이 대두되었다.
그리하여 EU는 2017년 의료기기 규칙(regulation)인 MDR(Medical Device Regulation)을 제정하여 의료기기에 관한 법제를 전면 개정하였다. 기존의 지침(directive)이라는 형식과 달리 규칙(regulation)이라는 법규의 형식은 직접 회원국에 적용되는 법적 효력을 가지며 더 이상 회원국에 따른 이행입법을 반영하지 않고 법제가 직접 적용된다.
- 기존의 의료기기 지침(MDD)과 능동이식형의료기기지침(AIMD)은 2017년 4월 5일에 EU 의료기기규칙(MDR)으로 통합되었으며,
- 체외진단의료기기지침(IVD)는 EU 체외진단 의료기기 규칙(IVDR)로 개편되었다.
- 의료기기(MDR)/체외진단의료기기(IVDR)의 규칙은 MDR은 2021년 5월 26일, IVDR은 2022년 5월 26일부터 시행된다.

2017년에 변경된 최근 입법(MDR)의 주요 변경 내용은
- 첫 번째, 위해관리가 강화되었다. 유럽 연합 차원에서 전문가가 참여하는 시판 전 심사제도를 통해 고위험 의료기기 군의 관리가 강화되었으며, 동종 의료기기와 동등한 특성의 위험프로파일을 갖는 제품에 대한 관리가 강화되었다. 또한, IVD에 대한 분류체계가 목록분류체계에서 규칙에 근거한 분류체계로 강화되었다.
- 두 번째, EU 의료기기 데이터베이스를 구축하기 위해 이식카드(implant card) 제도를 도입하였다. 이를 통해 의료기기 관리의 투명성을 높이고, 단일 의료기기 식별 표시를 부착하여 이력관리체계를 마련하였다.

### MDR에서 의료기기의 정의 확장
아래 굵은 글씨는 MDD에서의 정의와 차이점이다.
1. 인간을 위한 한가지 이상의 아래의 특수한 의료 목적으로 단독 또는 조합하여 사용하도록 제조자가 의도한 기구, 기기, 소프트웨어, 임플란트, 시약, 자재(재료) 혹은 기타 의료용 물품
- 질병의 진단, 예방, 감사, 예측, 예상, 치료 혹은 경감 (의사결정 지원 소프트웨어도 의료기기로; SaMD(예 : IBM 왓슨 포 온콜로지))
- 부상/장애상태의 진단, 감사, 치료, 경감, 혹은 부상/장애를 위한 보정
- 인체구조의 또는 신체 / 병리 과정의 또는 몸상태의 조사, 교체 혹은 수정
- 인체의 장기, 혈액 및 조직 기증을 포함하여, 인간에서 나온 표본의 검사로 정보를 마련 (IVD)

그리고 인체내에서 또는 인체에서 약리학적, 면역학적 또는 신진대사적 방법에 의해 주요 의도된 작용을 목표로하지는 않지만(달성하지 못하지만), 그런 방법에 의해 기능을 보조할 수 있는 장치
2. 아래 제품도 의료기기로 간주한다.
- 임신 관리 또는 임신 지원용 기기 (콘돔, 임신주기 관리 앱등)
- Article 1(4)에 참조된 기기 또는 위 1.의 정의에 나온 기기로서 세척, 소독 또는 멸균용 제품

### MDR에 관련된 주요변경내용
- 라벨링 규제 변경,
- 기술 문서의 세분화 및 지속적인 업데이트가 요구되며,
- 식별 및 추적성 강화를 위해 고유식별코드(Unique Device Identification)가 일부 의료기기 제품은 적용되어야 한다.
- 관리의 투명성을 위해 유럽 의료기기 데이터베이스(EUDAMED)의 등록 준비가 요구되며,
- 고위험 의료기기에 대한 심사에 대해서는 전문가 자문기구(Medical Device Coordination Group, MDCG - 주로 의사)에 새로운 서류심사가 요구될 수 있다.
- 위험물질/일회용품의 규정 강화와 임상과 관련된 새로운 규정이 마련될 예정이다.
- 제조사는 품질관리사 지정 제도를 통해 전문성을 보유한 직원이 요구되며
- 인증기관 역시 새로운 시험 증명이 마련될 예정으로, 제조사는 인증기관의 재검증이 이루어지는 바 인증기관으로부터 인증취소에 대한 대비가 요구된다.
- MDR의 범위에 속하는 유사 의료기기와 동일한 특성과 위험 프로파일을 보이는 특정 에스테틱(미용) 제품을들 의료기기로 포함한다.
- 환자에게 삽입된 임플란트에 관한 정보를 담은 임플란트 카드의 도입
- 제조업체에 대한 PMS(판매후 시장 감시) 요구사항의 강화
- 의료사고 보고와 시장감시를 효율적으로 하기 위해 회원국들간의 협력체계 개선 (NB, 유럽대리인 모두 제조사를 감시)

### IVDR에 관련된 주요 변경내용
- 의료기기 분류체계가 기존의 Class A와 Class B에서 Class A(저위험)~Class D(고위험)으로 나뉘며, 이때 저위험군 기기(Class A)는 적합성 평가 간소화로 인증기관을 거치지 않아도 된다. 하지만 그 이상 등급은  인증기관을 거침과 더불어 품질관리 시스템(GMP)도 요구된다.
- 검증 결과에 대한 변동사항이 있다면 추가적인 자료 작성이 요구되며,
- IVDR도 식별 및 추적성 강화를 위해 고유식별코드가 도입된다.
- 또한, 기존 IVD에는 포함되지 않았던 소프트웨어에 관한 규정도 강화되었으며,
- 기업 내에 자격을 갖춘 특별 감사자를 지정하여 이를 관리해야함을 보여야 한다.

그 외에도 개정사항 중 일부는 MDD 최종 버전(MDD 93/42/EEC)의 내용을 포함하고 있으며, 의료기기군별로 이 조항들을 확인할 필요가 있다.

### 전환기간 및 전환 시점
- MDR 채택 - 2017년 5월5일
- 적용시점 - 채택이후 20일이후 (2017.5.25)
- 전환시점 - 신규나 변경된 의료기기는 2020년 5월27일부터 유럽 세관을 통과하는 의료기기는 MDD가 아닌 MDR이 필요하다. 그전까지는 신규 MDR을 받아라. (전환시점은 3년)
- 만약 MDD/AIMD의 종료 시점이 남아 있다면 2024년 5월 26일까지는 세관 통관 가능 (2024.5.27일부터는 인증서 만료)
- 유예기간 - 디자인과 핵심 공급자/하청업체 변경이 필요치 않는 제품에 대한 MDR 적용 유예기간은 2024년 5월 26일까지임. (전환시점이후 4년간은 유예기간으로)
- 재고판매기간 - MDD하에 수입된 의료기기는 2025년 5월26일까지는 선반에서 치워야 함.(또는 반품)
- 재사용가능한 1등급 의료기기, 고객 주문형 임플란트 3등급 의료기기, 재분류된 소프트웨어(이전엔 1등급) 의료기기, 의료목적이 없었던 기기, 설계나 사용목적을 바꾼 의료기기는 2021년 5월 27일 이후는 무조건 MDR을 필요로 한다.
- (유예를 받던, MDD로 수입되었던) 어떤 의료기기라도 2021년 5월 27일부터는 사후관리(PMS) / 시장조사 / 경제활동자(유럽대리점 및 제조회사) 및 의료기기 등록의 규정은 개시된다.

### MDR 심사승인을 받은 NB
- 제일 먼저 영국의 BSI가 2018도에 받았다.
- 2019년 상반기에 TUV-SUD도 두번째로 받았다.
- 현재 60개 정도의 NB에서 MDR 심사를 할 수 있는 능력을 가지고 승인권한을 기질 NB는 30여개로 추정되어 MDR 심사에 많이 시간지연 및 가격상승이 우려된다.

### 업계에서의 우려
- 2020.5월에 MDR이 개시될려면 그전에 NB들에게 본인들 제품에 대해 MDR 승인을 받아야 하는데, 현재 그렇게 해줄 NB들이 없다. (NB들이 자격승인 받는데 18개월 걸림)
- NB들이 새로운 MDR 요구사항들을 심사할 수 있는 충분한 자원과 전문성을 가질 수 있나?
- NB들이 제때에 인증을 수행할 수 있나? (이를 못하면 유럽에는 신규/변경된 의료기기들이 EU에 팔수 없어 의료기기 대란이 발생할 수 있다.)
- NB의 과도한 부하가 예상된다. (MDR 인증; 인증 갱신; 신제품(부록 16 제품 그리고 재사용 기기, SW 의료기기등)

### MDR과 IMDRF
2017년 개정 규칙의 서문 중 입법이유 제 5 문단에서 밝히고 있듯이, 유럽은 의료기기 규제기준 및 절차를 설정하는 단계에서 IMDRF 가이던스를 참조할 것임을 명시하고 있다. EU는 IMDRF의 전신인 GHTF의 설립 당시부터 회원으로 참여하면서 가이던스의 개발에 주도적인 역할을 담당하였는바, 유럽의 기준과 IMDRF의 기준을 병행적으로 개발할 수 있는 기회를 가질 수 있었다. 이에 반하여 IMDRF 비회원국은 IMDRF에서 일정한 기준이 개발되면 이와 조화되는 자국법의 기준을 마련해야 하는 상황에 있으므로 상대적으로 국제기준의 설정에서 규제 지체 상황에 놓일 수 있다.

## MDD와 MDR의 비교
| 항목 | 기존 MDD                                                                             | 새 규격 (MDR) |
| ---- | ------------------------------------------------------------------------------------ | --- |
| 법   | EC가 배포하면 각 회원국이 자국의 법률로 채택한다. (각 국가에서 부분적으로 변경 가능) | EC가 법률로 선포하면 회원국은 그대로 사용한다. (변경 불가능)                                                           |
| 이름 | Directive 93/42/EEC                                                                  | EU Regulation 2017/745                                                                                                 |
| 조항 | 20조 / 12부록 / 60 페이지 - AIMD 별도 진단/치료를 하지 않는 비의료기기는 불포함      | 123조 / 17 부록 / 175 페이지 - AIMD 포함 비 의료기기(에스테틱, 뷰티 제품) 포함 EC No 1394/2009 적용을 받는 화장품 제외 |
| 1    | 낡은 규칙 - 1990년데에 만들어진 후 기술적 진보를 미반영                              | 갱신된 규칙 - 기술적 진보를 고려한 혁신을 다룸                                                                         |
| 2    | 고위험 기기를 개별 NB들에 의존하여 일관성 결어                                       | 유럽 차원의 독립적인 전문가 집단의 개입                                                                                |
| 3    | 여러국가에서 실시되는 임상시험 - 각 국가별 평가                                      | 단일 조정 평가 |
| 4    | 대다수 미용제품은 의료기기가 아니다.                                                 | 미용기기도 의료기기로서 엄격하게 관리함                                                                                |
| 5    | 공개적으로 접근 할 수 없는 제한된 정보의 유럽 의료기기 데이터베이스                  | 광범위하고 공개적으로 유용한 EU 의료기기 데이터베이스(EUDAMED)                                                         |
| 6    | 환자몸에 삽입된 임플란트 기기에 대한 제한된 정보                                     | 임플란트 카드 - 환자에게 많은 정보를 제공                                                                              |
| 7    | 제조자가 망한 경우, 의료사고를 당한 환자의 보상 - 미보장                             | 유럽대리인과 해외 제조자가 함께 (PL) 보험 가입                                                                         |
| 8    | 여러 회원국에게 기기를 따로 등록                                                     | EUDAMED 한군데에 등록                                                                                                  |

## 각국 의료기기법 비교
| 항목     | 대한민국                                                                 | 미국                                                                                     | 유럽                |
| -------- | ------------------------------------------------------------------------ | ---------------------------------------------------------------------------------------- | ------------------- |
| 규제당국 | 식품의약품안전처                                                         | FDA                                                                                      | EC                  |
| 홈페이지 |                                                                          | [ 깨진 링크 ( 과거 내용 찾기 ) ]                                                         |                     |
| 법령     | 1)의료기기법, 2)의료기기법 시행령, 3) 의료기기법 시행규칙, 4) 식약처고시 | 1) FD&A Act (의료기기법), 2) CFR (연방규정집), 3) Standards (제품별), 4) Guidance (지침) | MDR                 |
| 행정기관 | 1) 식품의약품안전처(MFDS) 2) 한국의료기기안전정보원(NIDS)                | CDRH(Center of Device and Radiologic Health)                                             | NB (Notified Body)  |
| 등급분류 | 1/2/3/4등급                                                              | Class I/II/III                                                                           | Class I/IIa/IIb/III |

## 같이 보기
- 유럽 의료 기기 업계 그룹
- 저널의 의료 장치 규정
- 이탈리아에서 의료기기의 등록

## 참고 문서
1. ↑  (영어) 유럽연합 의료기기 지침(MDD)
2. ↑  MDD하의 조화된 표준